# George Rithe
George Rithe (1523-1561) foi membro do parlamento por Petersfield de outubro de 1553 a abril de 1554, e novamente de 1559 até à sua morte.
Um advogado de profissão, ele era de Northington.